# Lynx lynx lynx
La lince nordeuropea (Lynx lynx lynx) è la sottospecie nominale della lince eurasiatica.
Inoltre è la sottospecie di lince con l'areale più vasto insieme alla lince turkmena.

## Distribuzione
La lince nordeuropea si trova nella Fennoscandia, negli Stati baltici, nella parte settentrionale e centrale della Polonia (tra cui la foresta di Białowieża e il Parco nazionale di Kampinos), in Bielorussia, nella parte europea della Russia, nei monti Urali e nella parte occidentale Siberia ad est, fino al fiume Yenisei.

## Alimentazione

### Prede
Le sue prede principali sono mammiferi e uccelli di dimensioni piccole o medio-grandi. Tra le prede registrate ci sono lepri europee e di montagna, scoiattoli rossi, scoiattoli siberiani, ghiri e altri roditori, mustelidi (come la martora), galli cedroni, volpi rosse, cani procioni, cinghiali, alci, cervi e altri ungulati di taglia media. La Renna è la preda principale della lince nella Scandinavia settentrionale.

### Rivali
Il rivale e predatore principale della lince è il lupo grigio.
I branchi di lupi attaccano le linci presenti nel loro territorio scacciandole, infatti, nei luoghi dove i lupi sono ampiamente diffusi le popolazioni di lince sono ridotte..
Un altro carnivoro molto ostico per la lince è il ghiottone, che spesso sottrae le sue prede.
Le linci cercano per la maggior parte di evitare incontri con il grosso mustelide, ma lo stesso arriva a predarne cuccioli ed adulti.
Uno studio in Svezia ha ipotizzato che su una popolazione di linci, 33 sono state probabilmente uccise da ghiottoni..
L'orso bruno, seppur non prediliga la lince come preda, spesso si nutre degli ungulati uccisi dalla stessa.